# Saint-Victor-sur-Avre
Saint-Victor-sur-Avre é uma comuna francesa na região administrativa da Normandia, no departamento de Eure. Estende-se por uma área de 7 km². Em 2010 a comuna tinha 58 habitantes (densidade: 8,3 hab./km²).